# Eupithecia granata
Eupithecia granata es una especie de polilla de la familia Geometridae. La especie fue descrita por primera vez por András Mátyás Vojnits habiendo sido descrito en 1979, con distribución en China. El holotipo de la especie fue descrita en el sector de Li-kiang, al norte de la provincia de Yunnan.

## Descripción
Es una polilla marrón grisáceo con manchas negras en el margen costal. Las líneas transversales se ven salpicadas con manchas negras a nivel de las venas Cu y A.: Notas 1 